# 美因茨-宾根县
美因茨-宾根县（德語：Landkreis Mainz-Bingen）是德国莱茵兰-普法尔茨州东部的一个县，首府莱茵河畔英格尔海姆。

## 地理
美因茨-宾根县北部与黑森州的莱茵高-陶努斯县和威斯巴登市，东面与美因茨市和大盖劳县（黑森州），南面与阿尔蔡-沃尔姆斯县和巴特克罗伊茨纳赫县，东面与莱茵-洪斯吕克县相邻。